# Glaucostegus halavi
Rhinobatos halavi es una especie de peces de la familia Rhinobatidae en el orden de los Rajiformes.

## Morfología
• Los machos pueden llegar alcanzar los 120 cm de longitud total.

## Reproducción
Es ovíparo.

## Distribución geográfica
Se encuentra desde las  costas del Mar Rojo hasta el Golfo de Omán.